# 236909 Jakoberwin
236909 Jakoberwin è un asteroide della fascia principale. Scoperto nel 2007, presenta un'orbita caratterizzata da un semiasse maggiore pari a 3,1091787 au e da un'eccentricità di 0,0785031, inclinata di 1,35508° rispetto all'eclittica.